# Marian Więckowski

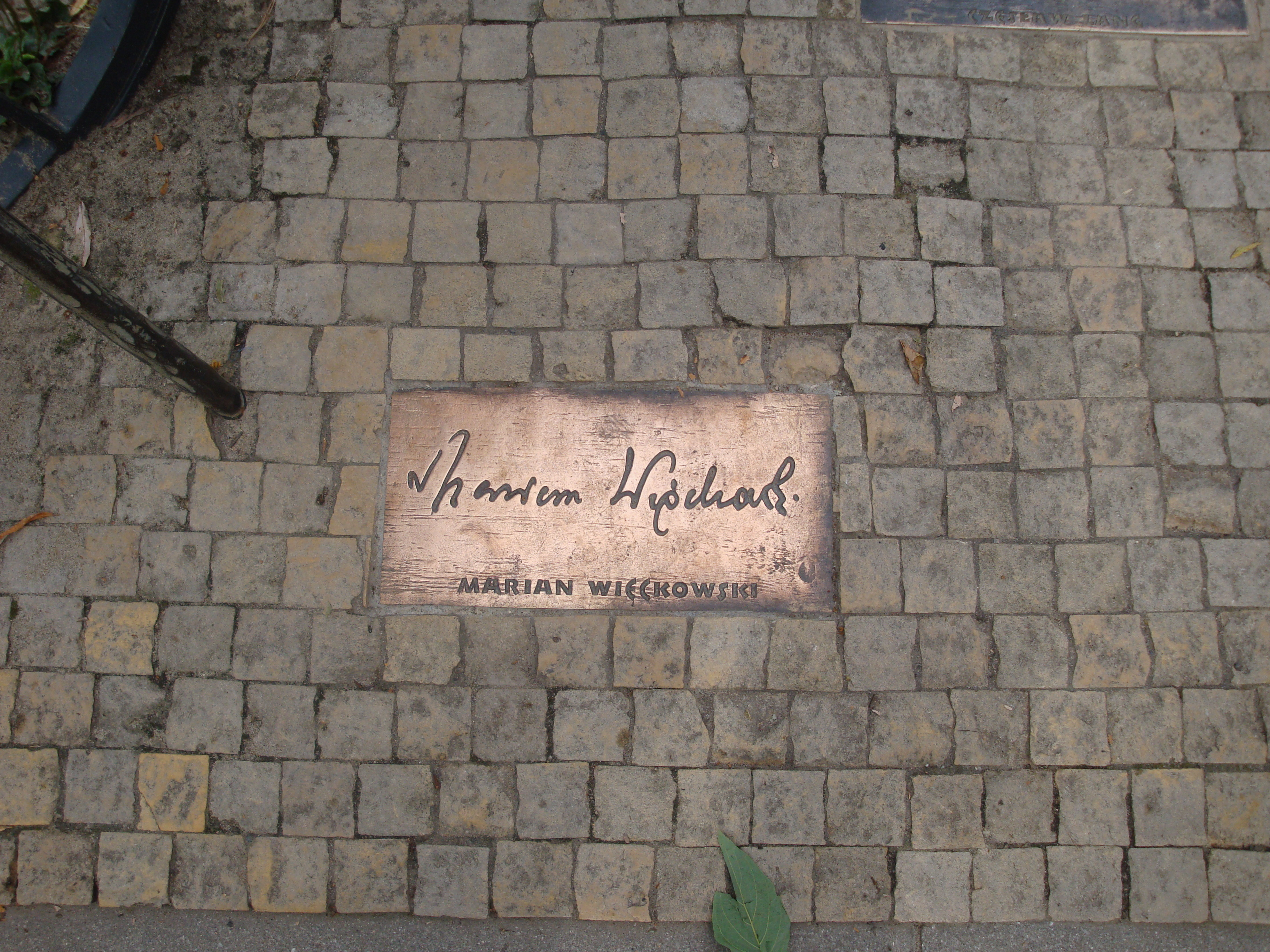

Marian Więckowski (* 8. September 1933 in Warschau; † 17. Juli 2020) war ein polnischer Radrennfahrer und nationaler Meister im Radsport.

## Sportliche Laufbahn
Więckowski begann 1945 nach dem Ende des Zweiten Weltkrieges mit dem Radsport. Er gewann 1953 eine Etappe in der Polen-Rundfahrt und wurde zum ersten Mal in die Nationalmannschaft berufen. In der folgenden Saison 1954 konnte er das heimische Etappenrennen für sich entscheiden, er siegte vor Stanisław Bugalski und gewann erneut eine Etappe. Auch 1955 gewann er die Rundfahrt vor Bugalski. 1956 feierte den dritten Sieg in Folge, was nach ihm nur noch Dariusz Baranowski von 1991 bis 1993 erreichte. 20 Tage lang fuhr er in der heimischen Rundfahrt im Trikot des Spitzenreiters. 1956 fuhr er die Tour d’Europe und wurde dort 28. Die Internationale Friedensfahrt bestritt er 1956 (20. Platz) und 1957 (27. Platz). 1956 wurde er Dritter in der Ägypten-Rundfahrt und gewann die Meisterschaft im Mannschaftszeitfahren.

## Berufliches
Nach seiner Laufbahn arbeitete er Trainer für den Nachwuchs im polnischen Radsportverband.